# Sotos-Syndrom
Das Sotos-Syndrom wurde zum ersten Mal 1964 von dem spanisch-amerikanischen Kinderarzt Juan F. Sotos (geb. 1927) beschrieben. Am Beispiel von fünf Kindern stellte er Symptome wie ein von Geburt an beschleunigtes Körperwachstum, ein dem Lebensalter gegenüber fortgeschrittenes Knochenalter, einen Makrocephalus (überproportional großer Schädelumfang) sowie eine deutliche Verlangsamung der motorischen, kognitiven und sprachlichen Entwicklung dar. Seitdem wurden mehr als 200 Fälle dieser seltenen Erkrankung in der medizinischen Literatur beschrieben. Das Sotos-Syndrom wird auch als cerebraler Gigantismus bezeichnet und den Großwuchssyndromen zugeordnet.

## Ursachen
Bei ca. 2/3 aller Patienten mit Sotos-Syndrom finden sich Veränderungen im NSD1-Gen (nuclear receptor-binding SET domain protein 1) auf Chromosom 5 (5q35). Bei einer geringen Anzahl europäischer Sotos-Patienten wurde eine Deletion, bei der Mehrheit aller Sotos-Patienten wurde eine Punktmutation im NSD1-Gen gefunden.
Die Erkrankung ist autosomal dominant erblich. Punktmutationen bei Betroffenen treten in der Regel de novo auf.

## Symptome

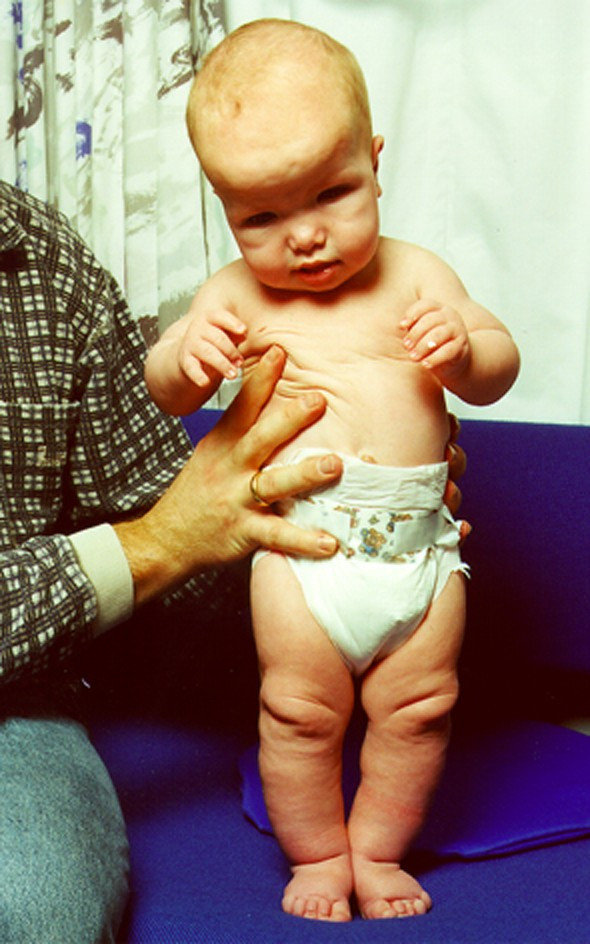
Patientin mit Sotos-Syndrom

Die Hauptmerkmale sind von Geburt an überdurchschnittliche Größe, beschleunigtes Wachstum (in den ersten fünf Lebensjahren), eine beschleunigte  Ossifikation (das Knochenalter ist höher als das chronologische Alter), ein großer Kopf (Makrocephalus), eine charakteristische Gestalt des Gesichts (lange Gesichtsgestalt, Hypertelorismus („Schädelanomalie mit vergrößertem Abstand der Augen und verbreitertem Nasenrücken“), breite und hohe Stirn, spitzes Kinn, hoher Stirnhaaransatz, „Schlitzaugen“), hoher und spitzer Gaumen, früher Durchbruch der Zähne und eine Entwicklungsverzögerung.
Eine Entwicklungsverzögerung ist vor allem bei der Grob- und Feinmotorik sowie der Koordination und Konzentration festzustellen. Trotz einer verlangsamten Entwicklung können alle Entwicklungsschritte erreicht werden, viele der Merkmale lassen später nach. Zu einer verlangsamten, psychomentalen Entwicklung kommt eine deutliche Verzögerung des Sprechens. Das Sprachverständnis ist jedoch, im Vergleich zur Fähigkeit des Sprechens, größer.
Untersuchungen der kognitiven Fähigkeiten ergaben, dass der Intelligenzquotient bei Kindern mit Sotos-Syndrom sehr variabel ist, eine Lern- oder geistige Behinderung ist für dieses Syndrom daher nicht als charakteristisch zu bezeichnen, kommt aber in einigen Fällen vor.
Mögliche Schwierigkeiten, die auftreten können: Krämpfe und Fieberkrämpfe im Neugeborenenalter, Neugeborenengelbsucht, Trink- und Atemprobleme im Säuglingsalter aufgrund von Saugschwierigkeiten, Infekte (vor allem der oberen Atemwege, Mittelohrentzündungen), angeborene Herzanomalien, Skoliose („Wachstumsdeformität der Wirbelsäule mit fixierter seitlicher Verbiegung“), Knick-Senkfuß, Verstopfungen, Muskelhypotonie, welche unter anderem zur Darmträgheit führt, Nystagmus („Augenzittern“) und Strabismus („Schielen; Fehlstellung eines Auges“). Außerdem ist der Eintritt in die Pubertät verfrüht.
Der Charakter der Kinder wird im Allgemeinen als anhänglich, liebevoll und distanzlos-freundlich beschrieben. Im Rahmen von Einzelfallberichten wurden dennoch von betroffenen Eltern einige sozial-emotionale Schwierigkeiten geschildert, wie zum Beispiel Wutanfälle und aggressives Verhalten zu Hause, Schlafprobleme, geringe Kenntnisse von Gefahren, wenig soziale Kontakte zu anderen Kindern oder auch ritualistisch-zwanghaftes Verhalten. Es ist zu vermuten, dass von den Bezugspersonen Fähigkeiten und soziale Selbstständigkeit der Kinder aufgrund ihres beschleunigten Wachstums leicht überschätzt werden. Dadurch besteht die Gefahr der Überforderung und ihr Verhalten entspricht demnach nicht den Erwartungen ihres Umfeldes. Dies kann zu sozialer Unsicherheit und aggressiven Reaktionen beim Kind führen.
Die genannten Symptome könnten jedoch auch auf Autismus als Komorbidität hindeuten.

## Therapie
Das Sotos-Syndrom selbst ist nicht behandelbar, Förderungsmaßnahmen sind jedoch sehr zu empfehlen. Als mögliche Fördermaßnahmen werden von einer Elterninitiative zum Beispiel Heilpädagogische Früherziehung, Krankengymnastik, Ergotherapie und Logopädie genannt.
Die Lebenserwartung von Kindern mit Sotos-Syndrom ist als normal einzuordnen.